# Карпенко, Владимир Георгиевич
Владимир Георгиевич Карпе́нко — советский военный деятель, инженер-полковник.

## Биография
Родился в 1910 году в Саратове. Член ВКП(б) с 1930 года.
С 1931 года — на хозяйственной, общественной и политической работе. В 1931—1968 годы — красноармеец, офицер танковых войск, офицер, инженер Военной орденов Ленина и Октябрьской Революции, Краснознамённой академии бронетанковых войск имени И. В. Сталина/имени Р. Я. Малиновского.
Умер до 1985 года.

## Признание
- Сталинская премия третьей степени (1951) — за работу в области строительства
- ордена и медали